# Marek Grzywna

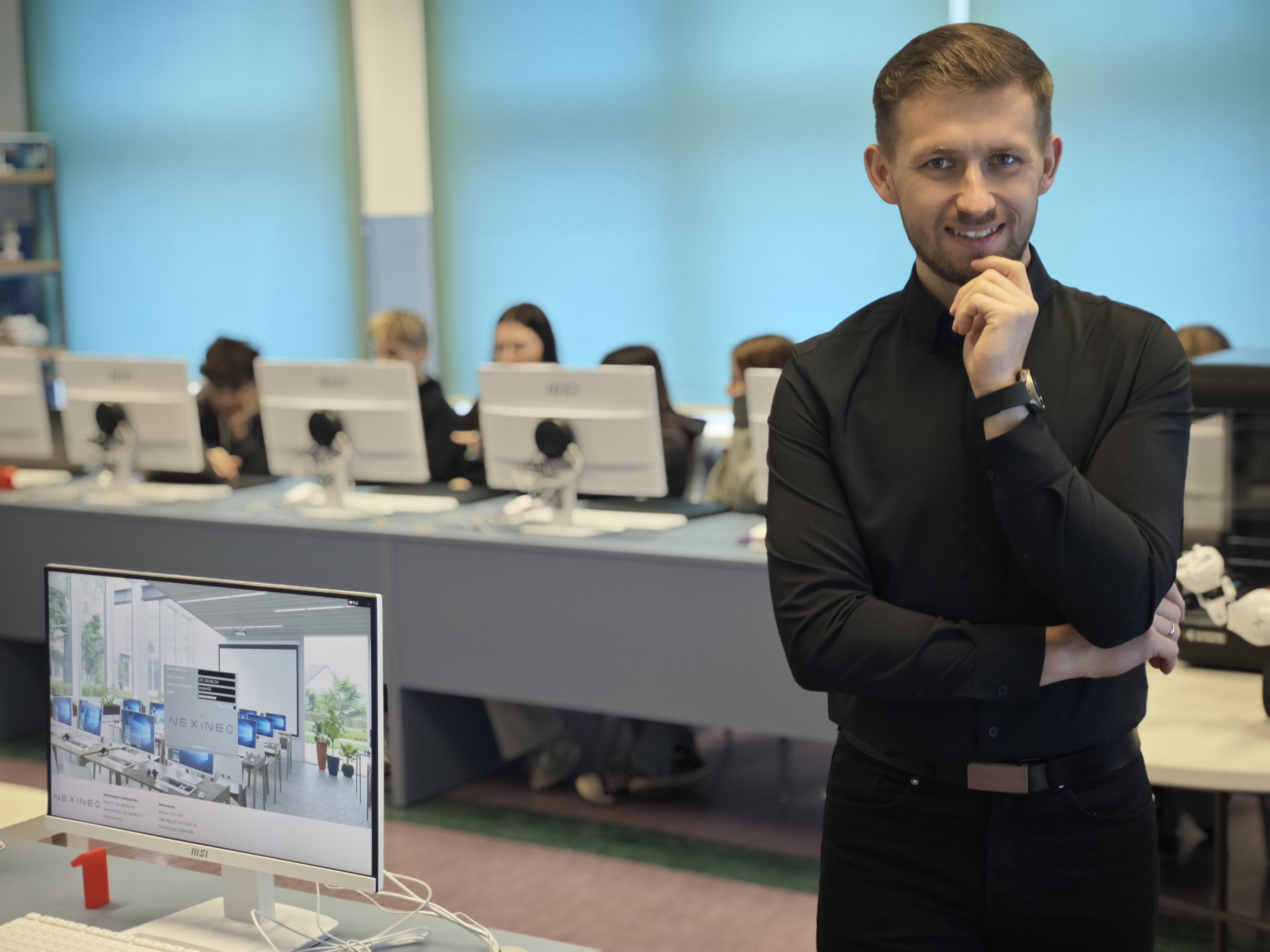
Marek Grzywna

Marek Grzywna (ur. 25 lutego 1991 w Golubiu Dobrzyniu) – nauczyciel informatyki w Szkole Podstawowej nr 23 im. Kawalerów Uśmiechu w Toruniu. Dyrektor Niepublicznej Szkoły Policealnej TEB Edukacja w Toruniu. Finalista TOP50 Global Teacher Prize 2025 Laureat nagrody Intel Global AI Shaper. Wyróżniony w konkursie Nauczyciel Roku 2022.

## Życiorys
Pomysłodawca i współorganizator Ogólnopolskiego Projektu Emp@tyczna Klasa. Od 2022 r. pełni rolę ambasadora programów edukacyjnych Fundacji Digital University Be.Net oraz Be.Eco. Autor książek przygotowujących do matury z biologii w Wydawnictwie Biomedica. 

## Nagrody i wyróżnienia
- 2021 – zwycięzca Intel Global AI Shaper 2021[2] w kategorii „Educators with Innovative AI Teaching Learning Practices”
- 2021 – finalista konkursu Nauczyciel Jutra[8]
- 2022 – wyróżnienie w konkursie Nauczyciel Roku 2022[3]
- 2020–2022 – trzykrotny laureat Listy 100 SPRUC[9]
- 2023 – laureat I edycji ogólnopolskiego konkursu eduSensus Education Awards
- 2025 – finalista TOP50 Global Teacher Prize[10].